# Norrköpings förskoleseminarium
.lp om:Ej att förväxla med Frøbelseminariet eller Fröbel-Højskolen i Köpenhamn

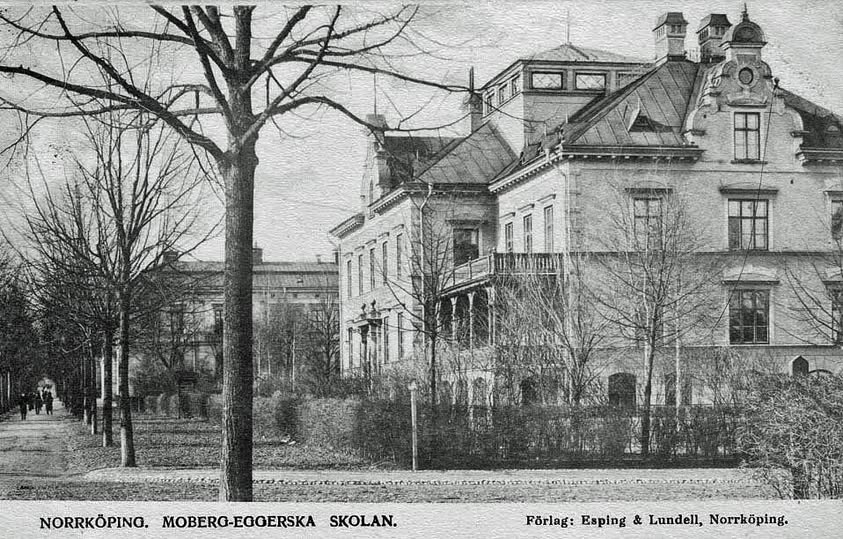
Moberg-Eggerska flickskolan, 1907

Norrköpings förskoleseminarium, ursprungligen Fröbelinstitutet,  var en utbildningsanstalt för utbildande av kindergartenlärarinnor, senare förskollärare. Det grundades 1909 av systrarna Ellen och Maria Moberg.
Systrarna Moberg hade redan 1902 tagit emot de första två eleverna till kindergartenlärarinna 1902 i sitt hem vid Skolgatan i Norrköping efter en annons i Norrköpings Tidningar. År 1904 startade de också en folkbarnträdgård, Fröbelstugan, 
som stöddes av en förening, som gick under namnet Fröbelföreningen i Norrköping.
Verksamheten i det 1909 grundade Fröbelinstitutet organiserades enligt de tankar som hade formulerats av den tyske pedagogen Friedrich Fröbel. Ett kindergarten enligt Fröbelmodellen syftade till att uppfostra barnen till gudfruktighet, arbetsamhet och måttlighet. Man eftersträvade även att utöva ett positivt inflytande över barnens hemmiljöer, vilket bland annat åstadkoms med hjälp av föräldramöten, samkväm och hembesök.
Lärarna på utbildningen upprätthöll internationella kontakter bland annat genom egna resor och gästbesök, deltagande i möten i internationella föreningar och genom att hålla sig ajour med relevant litteratur på tyska, engelska och franska. 
Maria och Ellen Moberg var tillsammans föreståndare för skolan mellan 1909 och 1939. Fröbelinstitutets utbildning övergick 1949 i kommunal regi och 1963 blev Skolöverstyrelsen dess huvudman. Verksamheten uppgick under högskolereformen 1977 i Linköpings universitet.
Förskoleseminariets byggnad, som ritats av Axel Kumlien och ursprungligen uppförts 1891-1893 för Moberg-Eggerska flickskolan, ligger på Södra Promenaden 81 och disponeras sedan 1977 av Marieborgs folkhögskola.
Förskollärarutbildningens i Norrköping arkiv finns på Landsarkivet i Vadstena och en boksamling som tillhört Fröbelinstitutet återfinns på Campus Norrköping bibliotek, som är ett av biblioteken vid Linköpings universitetsbibliotek.